# Omnibus (Film)
Omnibus ist ein französischer Kurzfilm von Sam Karmann aus dem Jahr 1992.

## Handlung
Martichoux ist wie jeden Tag in den Personenzug gestiegen, um zur Arbeit zu fahren. Er will in Cateau-Cambrésis aussteigen, doch hat sich der Fahrplan geändert. Der Zug hält nicht mehr in Cateau-Cambrésis, sondern fährt direkt nach Desvres durch. Martichoux ist verzweifelt und das nicht nur, weil er kein Extra-Ticket für die längere Strecke gelöst hat. Er müsste einen Bus von Desvres nach Cateau-Cambrésis nehmen und käme zu spät zur Arbeit. Dies würde seine Kündigung bedeuten, da er bereits zwei Abmahnungen erhalten hat. Die Kündigung wiederum wäre auch das Ende seiner Ehe. Der Fahrkartenkontrolleur kann Martichoux nicht helfen, bringt ihn jedoch zu Fahrer Errol. Der kann aufgrund der Elektronik den Zug nicht unplanmäßig halten, bietet Martichoux jedoch an, an der Haltestelle Cateau-Cambrésis die Fahrt auf 10 km/h zu drosseln. Beide zählen einen Countdown runter und Martichoux gelingt es, vom Zug abzuspringen und neben den Waggons herzulaufen, um nicht ins Straucheln zu geraten. Die Fahrgäste applaudieren, doch ein Mann im nächsten Waggon hievt Martichoux in letzter Sekunde zurück in den Wagen – er dachte, dass dieser dem Zug hinterrennt, und glaubt, er habe ihm geholfen, den Wagen nicht zu verpassen. Martichoux bleibt perplex zurück.

## Produktion
Omnibus war das Regiedebüt von Sam Karmann, der zuvor als Schauspieler tätig gewesen war. Das Drehbuch verfasste er mit Christian Rauth, mit dem er zuvor in der Krimiserie Kommissar Navarro zusammengearbeitet hatte. Die Hauptrolle des Angestellten Martichoux übernahm Daniel Rialet, der in Kommissar Navarro die Rolle des Inspektor Joseph Blomet gespielt hatte. Der Film wurde in Boulogne-sur-Mer im Département Pas-de-Calais gedreht. 
Omnibus wurde unter anderem im Mai 1992 auf den Internationalen Filmfestspielen von Cannes aufgeführt. 

## Auszeichnungen
Omnibus gewann auf den Internationalen Filmfestspielen von Cannes 1992 die Goldene Palme als bester Kurzfilm. Er wurde 1993 mit einem Oscar in der Kategorie Bester Kurzfilm ausgezeichnet. Er erhielt im gleichen Jahr einen BAFTA als Bester Kurzfilm. Zudem war er für einen César als Bester Kurzfilm nominiert.